# Refuge Alpenzu
Le refuge Alpenzu  (pron. all. API : [alpɛnt͡su:]) se trouve dans la haute vallée du Lys, en amont du village de Chemonal, sur la commune de Gressoney-Saint-Jean, dans les Alpes pennines italiennes, le long des parcours du Tour du Mont-Rose et de la Haute Route no 1.

## Situation

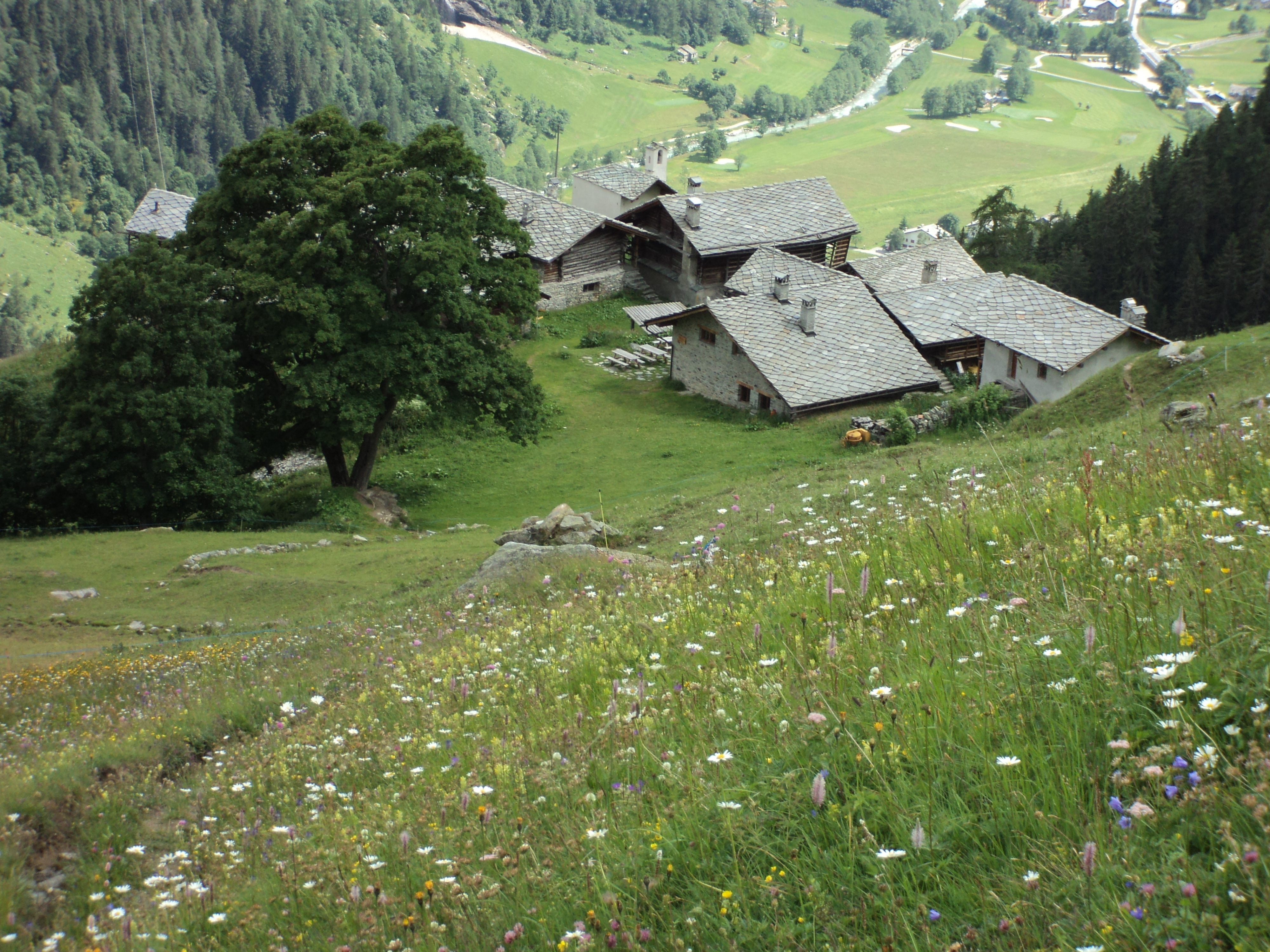
Le village de Gròssò Albezò.

Le refuge Alpenzu se situe dans le village de Gròssò Albezò.

## Accès
Le sentier no 6, au départ du hameau Chemonal, le long de la RR44 de la vallée du Lys, permet de rejoindre le refuge Alpenzu en une heure environ.

## Ascensions
- Tête Grise - 3 315 mètres